# 牟氏水龜
牟氏水龜（學名：Glyptemys muhlenbergii）隸屬於木雕龜屬，在美國的分布範圍北抵佛蒙特州，南達喬治亞州，西到俄亥俄州，是美國東部特有的一種澤龜。
牟氏水龜在18世紀賓夕法尼亞進行的調查中被首次記錄，並於1801年被命名與發表。牠是北美洲最小的烏龜，成體背甲長度短於10公分（4英寸），平均體重110克（3.9盎司），牠的皮膚和甲殼通常呈深棕色，在頸部兩側各有一個顯眼的橙色斑點。外觀類似錦龜或星點水龜，但牠的最近親其實是體型較大的木雕水龜。
牟氏水龜是隱祕的晝行性動物，大部分時間都待在泥土裡，而在冬天的幾個月中，則處於冬眠狀態。牠屬於雜食性動物，主要以小型無脊椎動物為食。繁殖率低，雌性每年只產下一窩蛋，平均三顆蛋。幼龜通常生長快速，在4至10歲之間便能達到性成熟。牠們在野外平均生活20到30年。
2016年，牟氏水龜被世界自然保護聯盟（IUCN）評為極危狀態，並由於列入世界自然保護聯盟瀕危物種紅色名錄，牠受到美國瀕危物種法的保護。入侵的植物和擴張中的城市消滅了大部分沼澤龜的棲息地，加上在黑市寵物交易中對於牟氏水龜小體型的偏好，牠在野生棲地的數量大大減少。為了減緩這樣的趨勢，布朗克斯動物園於1973成功培育出眷養的牟氏水龜，各種私人保育計畫也已經展開。

## 分類
18世紀時，自學的植物學家和牧師戈特蒂爾夫·海因里希·恩斯特·米倫伯格首次紀錄到牟氏水龜。米倫伯格命名了150多種北美植物，當時正在對賓夕法尼亞州蘭開斯特縣的植物群進行調查，結果發現了這隻小烏龜。1801年，約翰·大衛·肖普夫以米倫伯格的名將這隻烏龜命名為「Testudo muhlenbergii」。
1829年，理查德·哈倫將之更名為「Emys muhlenbergii」，到了1857年，牠被路易·阿加西改名為「Calemys muhlenbergii」，1906年由亨利·華生·福勒改名為「Clemmys muhlenbergii」。牠尚有其他名字，包括1824年托馬斯·塞伊在費城附近命名的「Emys biguttata」，與1917年Dunn在北卡羅來納州Linville附近紀錄的「Clemmys nuchalis」。今天，牟氏水龜在英文有各式各樣的名字，包括泥龜（mud turtle）、沼澤龜（marsh turtle）、黃頭龜（yellowhead）與鱷龜（snapper）等，但中文名字仍以牟氏水龜為主。
在2001年以前，牟氏水龜和木雕龜「Glyptemys insculpta一直屬於Clemmys屬，同樣歸在此屬的還包括星點水龜（C. guttata）和石斑龜（C. marmorata）。核苷酸序列分析和核醣體核醣核酸分析顯示，牟氏龜和木雕龜密切相關，但都與星點水龜無直接關係，於是牟氏龜和木雕龜於2001獨立成一屬，屬名為Glyptemys。

## 特徵
牟氏水龜是北美最小的龜鱉類，成年時體重約在84到140克之間。牠沒有突出的吻。牠的頭部是深褐色到黑色，然而脖子兩側都有明亮的黃色、橙色或紅色斑點，通常是呈分叉形狀，並面向後方。牟氏水龜皮膚為深色至黑色，在一些個體的腿內側有橙紅的色調。背甲的形狀是具圓頂的長方形，並且通常往頭部變窄，向尾部變寬。背甲通常在粗糙的鱗片或鱗甲上有容易識別的環。臀盾也常有輻射排列的線條。在一些年齡較大、經常在粗糙的基質中鑽洞的個體中，殼可能是光滑的。雖然一般都是黑色的，但甲殼上有時也會出現栗色放射狀紋路。腹甲也是深褐色至黑色，並帶有淺色標記。
錦龜與星點水龜在外型上與牟氏水龜相近，但牟氏水龜獨特的地方在於牠脖子上鮮明的斑點。此外，牠與星點龜不同之處在於背甲上沒有獨特的點狀斑紋。
成年雄性牟氏水龜的平均長度為9.4公分（3.7英寸），而雌性平均長度為8.9公分（3.5英寸）。雄性的平均體型大於雌性，可能是選擇配偶期間雄性競爭，長期累積下來的性擇結果。雌性比雄性有更大更高的外殼，但雄性的頭部較方正且較同齡雌性大。男性的腹甲稍微凹陷，而女性則平坦。雄性的尾巴比雌性更長更厚。雄性泄殖腔較靠近尾巴末端，而雌性的泄殖腔位於腹甲以內。亞成體在交配時常有困難。

## 分布與棲地
牟氏水龜只產於美國東部，每個群落中個體數量通常不超過20隻。牠們喜歡石灰質濕地，如草地、沼澤、草澤和湧泉處，這些地區既有濕地也有乾地，且通常位於樹林邊緣。亦有在養牛牧場與海狸水壩附近發現的紀錄。
牟氏水龜喜好的石灰質泥沼中，典型特徵包含：水質呈微酸性、全年高水位、土壤中氧氣缺乏。牠們常鑽入柔軟深厚的泥土中，以躲避掠食者和天氣，並在冬天時於湧泉處冬眠。牟氏水龜的活動範圍常與木材龜相重疊。
牠們的生活範圍大小依性別而異：雄性為0.17至1.33公頃（0.42至3.29英畝），雌性為0.065至1.26公頃（0.16至3.11英畝）。另外根據統計，每0.81公頃（2.0英畝）可容納5至125隻烏龜。
在牟氏水龜的棲息地中，常見燈心草、莎草、香蒲、鳳仙花、泥炭蘚和各種原生禾本科植物，以及一些灌木和樹木，如柳樹、紅楓樹和赤楊等。牠們的棲息地需要有開放的樹冠，讓足夠的陽光照射到地面，使得牟氏水龜可以藉由照射陽光來體溫調節，進而控制牠們的新陳代謝。龜蛋的孵化也需要足夠的陽光和濕度。理想的牟氏水龜棲息地處於早期演替階段，因為晚期演替棲息地通常有較高的樹木，會阻擋必要的陽光。人為活動造成的侵蝕與養分流入，會加速演替過程，並已經開始影響牟氏水龜偏好的棲地環境。

### 北部與南部族群
在弗吉尼亞州，有一道長達400公里（250英里）的地區缺乏牟氏水龜群，分隔了北部和南部的族群。南北兩個地區中，牟氏水龜的分布範圍零星散佈。
北部的族群較大。此處的個體在北限康涅狄格州和馬薩諸塞州、與南限馬里蘭州之間，都有所分佈。這些烏龜可居住的地點少於200個，且數量正在減少。
南部族群數量少得多，只有大約96個棲地，分布在在北卡羅萊納州、南卡羅來納州、喬治亞州、弗吉尼亞州和田納西州。在這個地區，約有90％的山地濕地已經枯竭。此區的牟氏水龜族群分布比北部族群更分散，且生活在海拔較高的地方，海拔高達1,373米（4,505英尺）。

### 演化歷程
目前只有發現兩個牟氏水龜的化石。已故的古生物學家和爬行動物學家J. Alan Holman，首先在馬里蘭州的坎伯蘭洞（靠近Corriganville）發現了牟氏水龜的遺跡，這些遺蹟的年齡在180萬年到30萬年之間。第二筆紀錄是1998年Bentely和Knight在南卡羅來納州巨型水泥採石場（靠近哈雷維爾）中尋獲的Rancholabrean（30萬至11,000年前）時期殼件。
牟氏水龜有50條染色體。粒線體DNA的相關研究顯示，牟氏水龜不同群落之間的遺傳變異不多。這種情況並十分特殊，因為牟氏水龜的分佈分散，且每個群落的個體數不多（少於50個），這些條件限制了基因流動，通常會導致不同群落間基因分崎。數據表明，冰河時期牟氏水龜被迫往南遷移，此時期族群大量減少，發生了瓶頸效應，而隨著冰河退去，牟氏水龜才重新回到他們以前的北部山脈。這樣的歷程很可能是基因變異程度低的原因。如今，北美和南美的族群目前在基因上是隔離的，可能是美國南北戰爭時期弗吉尼亞州雪蘭多山谷的農業和生境破壞的結果。

## 食性
牟氏水龜在日間覓食，但在最熱的時間並不怎麼活躍。牠們主要吃種子、草莓、昆蟲、蛞蝓、蠕蟲及淡水龍蝦。

## 繁殖及壽命
牟氏水龜於4月末及6月初冬眠後繁殖。牠們會在草叢或水蘚叢中築巢。春天大部份時間都是在交配，每次會生2-5隻蛋。牠們會將蛋生在草叢沒有遮蔽的地方，由得它們自行孵化。孵化期為7-8星期，可能要過了寒冷季節才會孵化。幼龜只有2.7厘米長，很多時會成為鳥類及哺乳動物的獵物。
牟氏水龜到了5-8歲就會達至性成熟。牠們的壽命不詳，但相信可以活到30-40歲。

## 威脅
土地開發令牟氏水龜的棲息地被淹沒。只剩下破碎化的棲地，這令牠們的族群分散。分散在各破碎棲地的亞族群難以與其他的族群有基因交流，這使小族群內部失去了遺傳變異，令牠們適應環境的能力降低。牠們對於如污染等環境轉變非常敏感。
牟氏水龜被捕捉作為寵物亦令牠們的數量下降。於1973年，牠們受到《瀕危野生動植物種國際貿易公約》保護。